# Laryngitis gastrica
Unter Laryngitis gastrica versteht man eine nichtbakterielle, entzündliche Reaktion der Schleimhaut im Kehlkopf und umgebendem Rachen durch einen Reflux (lateinisch refluxus „Rückfluss“) von Magensekret, in dem besonders Magensäure und Pepsin wesentliche Bestandteile sind. Der Name der Erkrankung leitet sich von „Laryngitis“ (Kehlkopfentzündung) sowie lateinisch gaster (Magen) ab. Andere Bezeichnungen lauten Stiller Reflux, Laryngitis posterior, laryngopharyngealer Reflux (LPR), NERD (englisch non esophageal reflux disease „nicht-ösophageale Refluxkrankheit“) oder EERD (extra esophageal reflux disease).

## Ursachen und Beschwerden
Als Hauptursache für Laryngitis gastrica gilt ein gastroösophagealer Reflux (englisch GERD, gastroesophageal reflux disease), bei dem Mageninhalt in die Speiseröhre gelangt. Die darin enthaltene Magensäure verursacht Schäden an der Speiseröhre sowie an den Stimmbändern und Schleimhäuten.

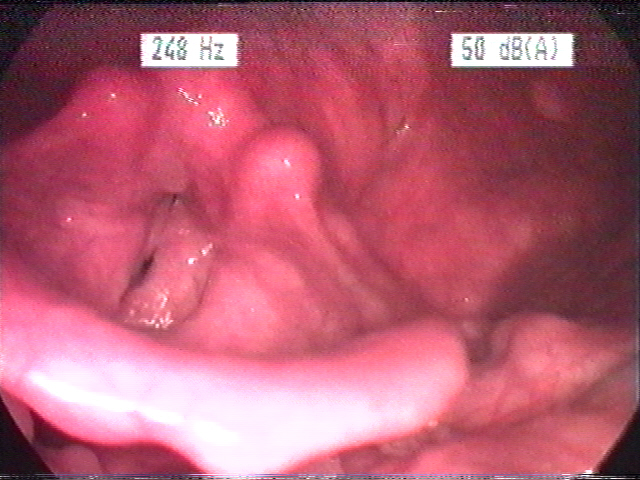
Lupenlaryngoskopisches Bild einer schweren Laryngitis gastrica

Als typische Beschwerden werden genannt:
- Stimmprobleme und Heiserkeit
- Kloßgefühl im Hals
- Räuspern
- chronischer Reizhusten

## Befunde
Im lupenlaryngoskopischen Bild fallen vor allem Hyperplasien der Schleimhäute überwiegend der posterioren (hinteren) Anteile des Kehlkopfes, des Ösophaguseingangs und der Rachenhinter- und Seitenwände auf. Typisch ist eine Hellfärbung und Fältelung der Schleimhäute, aufgrund der Verdickung entfaltet sich der Recessus piriformis weniger gut. Je nach Liegegewohnheiten kann durch überwiegend nächtlichen Reflux eine Bevorzugung einer Seite beobachtet werden. In neueren, experimentellen Studien konnten negative Einwirkungen des Reflux auf die Mikrostruktur der Larynxschleimhaut nachgewiesen werden. So führt der Magensaft zu einem verminderten Widerstand der Mucosabarriere mit der Folge leichteren Eindringens von Schadstoffen in tiefere Zellschichten. Eine andere Untersuchung wies Veränderungen im Immunsystem der Schleimhaut (bei sogenannten Killerzellen) infolge eines Reflux nach.

## Diagnostik
Standard ist nach wie vor das endoskopische Bild, auch wenn einzelne Studien gezeigt haben, dass die Befunde sehr variabel sein können und daher bei verschiedenen Untersuchern zu unterschiedlicher Interpretation führten. Als apparative Untersuchung zum direkten Nachweis eines Reflux zählt die 24h-pH-Metrie, wobei die klassischen Sonden mit Messpunkten im Magen und unteren Ösophagus nicht optimal sind, da nur ein Messpunkt im Hypopharynx den Reflux in der Zielregion erfassen kann. Daher sind spezielle Messsonden mit entsprechender Konfiguration besser geeignet. Zur allgemeinen Abklärung einer Ursache (z. B. Hiatushernie) ist eine Magenspiegelung erforderlich (siehe auch Refluxösophagitis). Auch bereits ein nicht-obstruktives Schnarchen kann refluxfördernd sein, da durch die Verlegung der Atemwege ein erheblicher Druckgradient vom Magen zum Thorax-/Halsraum entsteht. Der thorakale Unterdruck bei (frustraner) Inspiration steigt erheblich an, der Magensaft wird nach oben gesaugt. Daher ist ggf. auch eine Polysomnographie im Schlaflabor, optimalerweise mit Somnoendoskopie, erforderlich.

## Verbreitung und sozio-ökonomische Folgen
Nach Untersuchungen sind ca. 20 % der US-Amerikaner von einem Reflux bis in den Hals betroffen. Pahn fand bei 1000 Patienten, die wegen einer Stimmstörung die Ambulanz aufsuchten, in 41 % Zeichen einer Laryngitis gastrica, während umgekehrt 10 % von Patienten mit einem ösophagealen Reflux zusätzlich über Globusgefühl, Räuspern und Missempfindungen im Larynxbereich klagten. Es gibt daher Schätzungen über die sozio-ökonomischen Folgen dieser Erkrankung: nach einem Audit des britischen National Health Services werden jährlich etwa 4 % (entspricht ca. 24 Millionen €) der Ausgaben für Protonenpumpenhemmer für diese Refluxform aufgewendet. Ebenfalls gibt es Untersuchungen über die verminderte Lebensqualität durch eine Laryngitis gastrica. Zudem haben Patienten mit einer Laryngitis gastrica ein erhöhtes Risiko zur Karzinomentstehung im Kehlkopf. Nach einer US-amerikanischen epidemiologischen Studie von 2018 an älteren Patienten besteht eine Assoziation eines gastroösophagealen Reflux’ und einem Karzinom im unteren Aerodigestivtrakt. Dieser epidemiologische Zusammenhang müsse allerdings hinsichtlich der Kausalität überprüft werden. Daher sollten Patienten mit einer Laryngitis gastrica, besonders bei weiteren Risikofaktoren wie Nikotin- und Alkoholkonsum, langfristig hinsichtlich einer Tumorentstehung beobachtet werden.

## Therapie
Valide Studien zur Therapie sind bis dato nicht vorhanden, viele weisen qualitative Mängel auf, die Ergebnisse sind sehr heterogen. Trotzdem gilt international die medikamentöse Behandlung mit Protonenpumpenhemmern (PPI, von engl. Proton-pump inhibitor) als Therapie der Wahl. Da der für den Larynx schädliche Reflux überwiegend nachts auftritt, wird (auch) eine abendliche Gabe als sinnvoll beschrieben. Studien zeigen jedoch, dass PPI nicht besser als Placebo wirken. Gleichzeitig zeigen Untersuchungen, dass nicht nur die Säure im Refluat, sondern auch die enthaltenen Pepsine eine große Rolle bei der Entstehung der Symptome spielen. Da die PPI nur die Säureproduktion unterdrücken, nicht jedoch die Produktion der Pepsine, sind PPI als Behandlungsmaßnahme unzureichend. Daher nimmt die medizinische Bedeutung von Ernährungstherapie und Operationen gegenüber den PPI zu. Auf diese Weise kann der Reflux selbst und damit auch der Fluss von Pepsinen in Hals, Atemwege und Kehlkopf unterbunden werden. Bei relevantem Schnarchen führt eine CPAP-Therapie zu einer signifikanten Besserung des laryngealen Schleimhautbildes. Je nach weiteren Beschwerden (Ösophagus, Bronchien) sind zusätzliche, organspezifische Therapiemaßnahmen erforderlich. Bei durch die Schleimhautbelastung induzierter, sekundärer Stimmstörung ist nach Besserung der Schleimhautveränderungen eine Stimmtherapie angezeigt.